# Somatina lia
Somatina lia là một loài bướm đêm trong họ Geometridae.